# 橋本克也
橋本 克也（はしもと かつや、1963年（昭和38年）4月15日 - ）は、日本の政治家、行政書士。福島県須賀川市長（4期）、福島県議会議員（4期）を務めた。

## 来歴
福島県須賀川市出身。福島県立須賀川高等学校普通科、駒澤大学法学部法律学科卒業。
行政書士などを経て、1995年（平成7年）4月、福島県議会議員選挙において初当選。以後、同県議を4期つとめる。
2008年（平成20年）、3月31日、県議を辞職。同年7月20日執行の須賀川市長選挙に無所属で出馬し、初当選。同年8月11日、市長に就任。
2012年（平成24年）7月15日告示、7月22日執行の市長選において無投票で再選。
2016年（平成28年）及び2020年（令和2年）の選挙ではそれぞれ無投票で当選し、市長を4期務めた。
2024年（令和6年）1月5日、新年最初の記者会見の席で「今年夏に予定される市長選挙に出馬せず、政治活動に終止符を打ちたい」と語り、今期限りで引退することを表明した。

## 市政
- 2020年（令和2年）6月1日、新型コロナウイルス対策の財源に充てるため、自身の7月の月額給与を全額カットすると発表した。副市長と教育長については60％減額する[9]。